# Międzynarodowy List Przewozowy CMR
Międzynarodowy list przewozowy CMR (skrót z francuskiego Convention relative au contrat de transport international de Marchandise par Route) jest podstawowym dokumentem, na podstawie którego odbywa się przewóz ładunku (dokumentem potwierdzającym zawarcie umowy o przewóz).
Zwyczajowo dokument CMR jest wystawiany w 3 egzemplarzach; każdy z nich ma taką samą moc prawną. Spedytor nie podpisuje listu, gdyż zadanie to należy do nadawcy, czyli: wystawia go przedstawiciel tej strony, która posiada gestię transportową, on też otrzymuje pierwszy egzemplarz, drugi wysyłany jest z przesyłką, natomiast trzeci zatrzymuje przewoźnik.
Podstawowe informacje znajdujące się w liście CMR dotyczą: nadawcy, przewoźnika, odbiorcy, towaru, terminu i miejsca nadania, przewidzianego miejsca dostawy, kosztów związanych z przewozem, instrukcje niezbędne do załatwienia formalności celnych oraz wykaz dokumentów wręczonych kierowcy. Wszystkie strony mają możliwość wnoszenia zmian w liście przewozowym, natomiast za szkody i koszty wynikające z podania złych lub niejasnych danych odpowiada nadawca. CMR jest wypełniany w języku kraju nadania, jest dokumentem imiennym, nieprzenośnym.